# Фельдман, Яков Маркович
Яков Маркович Фельдман (1898—1983) — российский художник.

## Биография
Художник кино, работал с киностудиями Росфильм, Востокфильм, Союздетфильм, Моснаучфильм и другими. Декан художественного факультета во ВГИКе. Участник Великой Отечественной войны.

## Фильмография
- 1932 — Крылья
- 1933 — В последнюю ночь[2]
- 1935 — Кара-Бугаз
- 1937 — Граница на замке
- 1938 — Семиклассники[3]
- 1956 — Много шума из ничего[4]
- 1957 — Стакан воды[4]
- 1957 — Коля один дома[5]
- 1961 — Зеленый патруль